# Olibrus tangerianus
Olibrus tangerianus là một loài bọ cánh cứng trong họ Phalacridae. Loài này được Tournier miêu tả khoa học năm 1889.